# Сорокин, Иван Фёдорович
Ива́н Фёдорович Соро́кин (22 апреля 1919, Черепянь, Тамбовская губерния — 25 ноября 1983, Новосибирск) — советский лётчик-испытатель, Герой Советского Союза (1966).

## Биография
Окончил 7 классов школы. В 1938 году окончил школу ФЗУ и одновременно — Пролетарский аэроклуб в Москве. Работал подручным сталевара на московском заводе «Серп и Молот».
В декабре 1938 года призван в Красную Армию, в 1939 году окончил Борисоглебскую военную авиационную школу лётчиков. Служил лётчиком-инструктором:
- в Сталинградской военной авиационной школе лётчиков (1939—1943);
- в Бирмской военной авиационной школе лётчиков (май—декабрь 1943);
- в 20-м смешанном учебно-тренировочном авиационном полку (1943—1944).

С мая 1944 по октябрь 1945 года служил командиром авиаэскадрильи связи в Монголии. С 1945 по 1950 года вновь лётчиком-инструктором в Сталинградском военном авиационном училище лётчиков (располагавшемся в Новосибирске).
В 1948 году окончил Высшую офицерскую авиационно-инструкторскую школу ВВС в Грозном.
С 1950 года работал лётчиком-испытателем. В 1950—1956 — лётчик-испытатель военной приёмки Новосибирского авиационного завода, где испытывал серийные МиГ-15, МиГ-17 и МиГ-19. В 1956—1958 годах работал лётчиком-испытателем военной приёмки Иркутского авиазавода, где испытывал серийные Ил-28 и Ан-12.
В мае 1958 года вышел в запас в звании подполковника.
Работал лётчиком-испытателем на Новосибирском авиазаводе. В марте 1966 года поднял в воздух первый серийный сверхзвуковой истребитель Су-15. Также испытывал серийные самолёты МиГ-19, Су-9, Су-11, Як-28П, Су-15.
«За мужество и героизм, проявленные при испытании новой авиационной техники», лётчику-испытателю Сорокину Ивану Фёдоровичу Указом Президиума Верховного Совета СССР от 22 июля 1966 года было присвоено звание Героя Советского Союза.
После ухода с лётной работы продолжал работать на Новосибирском авиазаводе в качестве руководителя полётов.
Похоронен на Заельцовском кладбище в Новосибирске.

## Награды и звания
- Герой Советского Союза № 11264 (2 июля 1966 года);
- орден Ленина (2 июля 1966 года);
- орден Красного Знамени (1964 год);
- орден Красной Звезды (1954 год);
- медали;
- Заслуженный лётчик-испытатель СССР (1967 год).

## Память

Красный проспект, д. 33

В Новосибирске на доме, в котором жил Сорокин (Красный проспект, д. 33), установлена мемориальная доска.